# Salzburger Theologische Zeitschrift
Salzburger Theologische Zeitschrift (Abkürzung SaThZ) war eine österreichische theologische Fachzeitschrift.
Die Zeitschrift erschien von 1997 bis 2021 zweimal jährlich. Die Zeitschrift verstand sich als theologische Fachzeitschrift mit Schwerpunkt auf systematischen Fragestellungen. Herausgegeben wurde die Fachzeitschrift von Judith Gruber und Ulrich Winkler im Auftrag der Katholisch-Theologischen Fakultät der Universität Salzburg.